# Anthelia simplex
Anthelia simplex is een zachte koraalsoort uit de familie Xeniidae. De koraalsoort komt uit het geslacht Anthelia. Anthelia simplex werd in 1931 voor het eerst wetenschappelijk beschreven door Thomson & Dean. 